# Singapore Darts Masters
De Singapore Darts Masters was een onderdeel van het World Series of Darts-toernooi van de Professional Darts Corporation (PDC). In 2014 werd dit toernooi voor het eerst gehouden. Dit was tevens het eerste PDC-toernooi in Azië. De editie werd gewonnen door de Nederlander Michael van Gerwen die Simon Whitlock uit Australië versloeg in de finale. De eerste editie was tevens de laatste, de Singapore Darts Masters werd vervangen door de Japan Darts Masters .

## Finale
| Jaar | Winnaar (gemiddelde in finale) | Legs   | Runner-up (gemiddelde in finale) | Locatie                  |
| ---- | ------------------------------ | ------ | -------------------------------- | ------------------------ |
| 2014 | Michael van Gerwen (100,33)    | 11 – 8 | Simon Whitlock (95,56)           | Singapore Indoor Stadium |